# Martin Dahlin
Martin Nathaniel Dahlin (Uddevalla község, 1968. április 16. –) svéd válogatott labdarúgó. A svéd válogatott tagjaként részt vett az 1992-es Európa- és az 1994-es labdarúgó-világbajnokságon. Édesapja venezuelai, édesanyja svéd származású.

## Sikerei, díjai
Malmö FF
- Svéd bajnok (1): 1988
- Svéd kupagyőztes (1): 1989
- Intertotó-kupa győztes (3): 1987, 1988, 1990

Borussia Mönchengladbach
- Német kupagyőztes (1): 1994–95

Svédország
- Világbajnoki bronzérmes (1): 1994
- Európa-bajnoki harmadik helyezett (1): 1992

Egyéni
- A svéd bajnokság gólkirálya (1): 1988